# Sydvietnams ekonomi
Sydvietnams ekonomi var en marknadsekonomi, utvecklande och öppen. Ekonomin var framför allt fri mellan 1963 och 1973. Men ändå var ekonomisk utveckling starkt baserad på femårsplan eller fyraårsplan. Ekonomin stod stabil de första tio åren, för att sedan möta svårigheterna på grund av det krig som ledde till instabil ekonomisk tillväxt, höga statsbudgetunderskott, hög inflation och underskott i handelsbalansen. Den sydvietnamesiska staten tvingades dirigera landreformerna två gånger. USA spelade en viktig roll i ekonomin genom ekonomiska och tekniska bistånd.

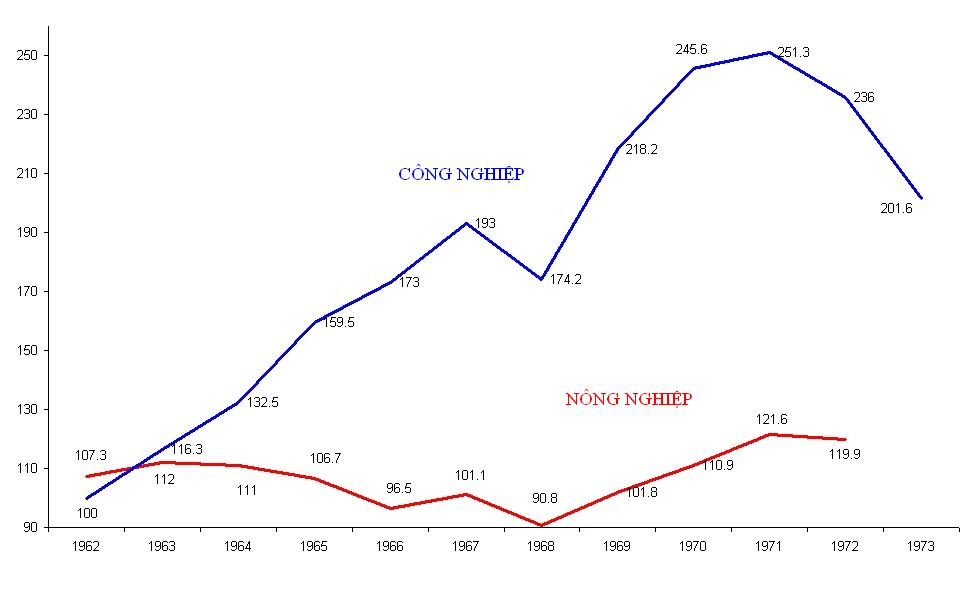
Utvecklingen av Sydvietnams industri och jordbruk 1962-1972.

## Tillväxtstadium

### Före 1965
Under perioden före 1965 såg Sydvietnams ekonomi av en ganska snabb ökning av BNP, och en mindre höjning av KPI. I statsbudgeten fanns till en början ett överskott, men från och med 1961 övergick det till ett underskott. Industrin och jordbruket höll tillväxten uppe, och man fortsatte investera. År 1955 grundade Ngô Đình Diệms regering nationalbanken Foreign Exchange Bureau, ersatte den tidigare valutan fransk Indokinapiaster med dong, och definierade den nyas växelkurs i förhållande till amerikanska dollar som 35:1. En jordreform, där oanvänd mark togs och delades ut till jordbrukarna, påbörjades och fortsatte fram till 1960. Markytan som varje person fick maximalt fick äga var en kvadratkilometer, och det som blev över blev man tvungen att sälja till regeringen, som i sin tur sålde det till de behövande bönderna. Markägarna och jordbrukarna var tvungna att skriva ett utnyttjandekontrakt, i vilket hyran för marken var en obligatorisk punkt. De upprepade reformerna ledde istället till att två tredjedelar av Sydvietnams mark ägdes av rika markägare. Därför införde Nguyễn Văn Thiệus regering senare jordreformerna på nytt. År 1956, antog Sydvietnam en förordning, i vilken upprättandet av Nationella Ekonomiska Rådet och dess uppgift specificerades. Rådet styrdes av landets vicepresident. samma år, gick Sydvietnam med i International Monetary Fund (IMF). I mars 1957, utlyste Ngô Đình Diệm Deklarationen av den första republikens president (Tuyên ngôn của Tổng thống Đệ nhất Cộng hòa), vilket ledde till ökade privata investeringar såväl utrikes som inrikes. Det ledde även till att regeringen började värna om investerarnas intressen, och en politik inriktad på att uppmuntra vidare investeringar (sänkt skatt, sänkt markhyra osv.).